# Isola Hoved
L'isola Hoved è un'isola situata nella regione canadese di Qikiqtaaluk, nel territorio di Nunavut.

## Geografia
L'isola è situata tra le penisole di Svendsen e di Bjorne, all'interno del fiordo di Baumann dell'isola di Ellesmere. La superficie totale dell'isola è di 158 km².
L'isola fu riportata per la prima volta sulle carte geografiche e ricevette il suo nome (hoved, parola norvegese che significa principale) durante la seconda spedizione del Fram (tra il 1898 ed il 1902) guidata dal capitano Otto Sverdrup.